# Henryk Bolczyk
Henryk Józef Bolczyk (ur. 14 listopada 1938 w Halembie) – polski duchowny katolicki, kapłan archidiecezji katowickiej, prałat honorowy, moderator krajowy oraz generalny Ruchu Światło-Życie, kapelan górników kopalni Wujek w Katowicach w latach 1980-1981.

## Życiorys
Przyjął święcenia kapłańskie 24 czerwca 1962, następnie pracował jako wikariusz w parafiach diecezji katowickiej. Od 1968 był związany z Ruchem Żywego Kościoła, przekształconym następnie w Ruch Światło-Życie. Od 1980 do 1992 był proboszczem parafii św. Michała Archanioła w Katowicach. W czasach pierwszej „Solidarności” (1980-1981) wspierał (bez formalnej nominacji) jako kapelan górników z kopalni Wujek w Katowicach, także w okresie strajku i pacyfikacji kopalni w dniach 13-16 grudnia 1981. Napisał o tych wydarzeniach książkę Krzyż nigdy nie umiera. Siedem Stacji Krzyża Kopalni Wujek (2001).
Wieloletni moderator oaz rekolekcyjnych w Krościenku nad Dunajcem. W 1985 został moderatorem krajowym Ruchu Światło-Życie, a w 1993 także moderatorem generalnym Ruchu. Funkcję tę pełnił do 2001. Był postulatorem diecezjalnym procesu beatyfikacyjnego ks. Franciszka Blachnickiego. Po przejściu na emeryturę w 2001 zamieszkał w Carlsbergu (ostatnim miejscu posługi ks. Franciiszka Blachnickiego) i pracuje tam w Międzynarodowym Centrum Ewangelizacji Światło-Życie. 27 maja 2010 obronił na Katolickim Uniwersytecie Lubelskim doktorat zatytułowany Społeczno-pastoralny wymiar Chrześcijańskiej Służby Wyzwolenia Narodów.

## Nagrody i odznaczenia
Laureat nagrody W imię człowieczeństwa im. Biskupa Jana Chrapka (2005). Postanowieniem Prezydenta Andrzeja Dudy z 8 czerwca 2017 został odznaczony Krzyżem Oficerskim Orderu Odrodzenia Polski za wybitne zasługi we wspieraniu przemian demokratycznych w Polsce, za niesienie posługi duszpasterskiej osobom represjonowanym i więzionym w czasie stanu wojennego. 19 września 2019 roku został honorowym obywatelem Rudy Śląskiej.